# 長康巴士總站
長康巴士總站是香港葵青區青衣島的一個巴士總站，位於長康邨、長康第二購物中心基座。現時有3條巴士路線以此作為總站，另外亦有1個的士站。
此站為第2代的長康巴士總站，第1代總站位於涌美路，現為長康邨康順樓巴士分站。

## 總站路線資料

### 九龍巴士42線
- 青衣（長康邨） ↔ 順利

於1979年2月26日投入服務，2014年12月29日由長青巴士總站延長至此，途經長青邨、青衣南橋、葵芳（葵青劇院）、荔景（荔景山路）、九華徑、美孚新邨、荔枝角、長沙灣、深水埗、港鐵太子站（只限回程）、旺角花墟、九龍城、新蒲崗（太子道東）及牛池灣（彩虹邨、彩雲邨）。

### 九龍巴士43線
- 青衣（長康邨） ↔ 荃灣西站

於1977年9月1日投入服務，途經長青邨、青衣南橋、葵芳、葵興、葵涌邨、大窩口邨及荃灣（沙咀道）。

### 九龍巴士43C線
- 青衣（長康邨） → 大角咀（維港灣）（上午繁忙時間班次）
大角咀（維港灣） → 青衣（長亨邨）（下午繁忙時間班次）

於1977年5月7日投入服務，途經長青邨、青衣南橋、荔枝角、長沙灣、深水埗及旺角，只於平日上午繁忙時間由長康開出、下午繁忙時間由維港灣開出。

## 外部連結
- 九巴 （页面存档备份，存于）